# عائلة آل مشيط

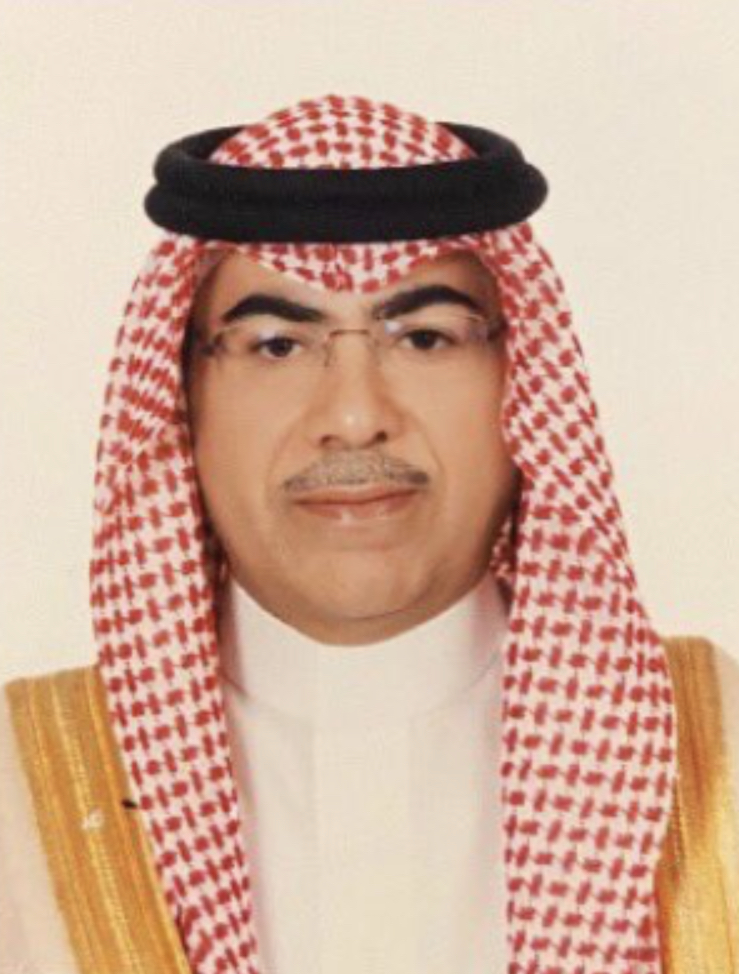
الشيخ/ سعيد بن حسين بن مشيط، شيخ قبيلة شهران

آل مُشَيْط عائلة من آل غنوم شهران بالسعودية، وهم شيوخ وزعماء قبيلة شهران، وتعرف بهم خميس مشيط، وكذلك يعرف بهم وادي بيشة، فيقال بيشة مشيط.

## الأصل
نزحوا من الحمرة في القرن السابع عشر الهجري وعلى رأسهم الشيخ سالم بن حسين، ونزح معهم اناس كثيرون من جماعته إلى بلاد شهران قرب وادي بيشة إذ كانوا بدو رحل، واشترى آل مشيط مزارعاً في قرية نعمان من أحد الأشراف القاطنين بها.

## سوق خميس مشيط
اشتهر الجد سالم بن حسين بالكرم وحماية الجار والشجاعة ودماثة الخلق، حتى ارتفع صيته وانتشر ذكره وأحبه الناس وحلّ فيهم محل التقدير والإعزاز؛ فانضم إليه كثير من جيرانه ومن أبناء عشيرته، وقام بإنشاء السوق (الذي عُرف فيما بعد باسم سوق خميس مشيط)، وحمايته ولما اشتهر به – رحمه الله - ولحب الناس له أجمعت شهران على الانضمام إليه وترشيحه شيخاً عليهم، وأوكلوا حماية السوق إليه.

## اسم خميس مشيط
عرفت مدينة خميس مشيط باسم (خميس شهران) وموجان والزويراء ، نسبة لسكانها الذين ينتمون إلى قبيلة شهران وكان يقام بها سوق تجاري يوم الخميس من كل أسبوع ويحضره عدد كبير من سكان منطقة عسير، وبلدان نجد وقبائل شرق عسير والحجاز وغيرها من البلدان شمالا وجنوبا. وبعد أن انتقلت مشيخة قبيلة شهران إلى آل مشيط، أصبح يطلق عليها اسم (خميس مشيط)، حيث حمل السوق الاسم نفسه وقد تعزز موقعها التجاري في العهد السعودي الزاهر؛ فاحتلت المركز الأول تجاريا وصناعيا في المنطقة الجنوبية.

### أسماء المدينة على مر التاريخ:
1. جرش[6]
2. سوق موجان[7]
3. خميس بن حمدان[8]
4. خميس شهران[9]
5. خميس مشيط[10]

## طاعة آل سعود
وفي سنة 1795 توجّه مشيط بن سالم إلى الدرعية، وأعلن ولائه لآل سعود الذين اشتهر أمرهم، وعلا نجمهم، وتعرف إلى الدعوة السلفية الإصلاحية عن كثب. ومكث مشيط بن سالم نحو خمس سنين في الدرعية فأخذ قسطاً من التعليم الديني، ثم رجع إلى بلاده سنة 1214 هـ قارئاً للقرآن الكريم قائما بحدود الله في بلاده، وداعياً إلى مدارسة كتاب الله وسنة رسول الله (صلى الله عليه وسلم) في المساجد، وبقي مشيط بن سالم - رحمه الله - شديد الولاء للدولة السعودية حتى آخر لحظة من حياته.

## أعلام ومشاهير
من بين الأعلام ومشاهير المنتسبين لآل مشيط ما يلي:
- الأمير سعيد بن عبد العزيز بن مشيط.
- الدكتورة منى آل مشيط.

## انظر
- خميس مشيط
- شهران
- وادي بيشة